# Вис, Рассел
Рассел Джон «Расс» Вис (фин. Russell John "Russ" Vis; 22 июня 1900, Гранд-Рапидс, Мичиган, США — 1 апреля 1990, Сан-Диего, Калифорния, США) — американский борец-вольник чемпион Олимпийских игр. 

## Биография
Родился в Мичигане, но вскоре с родителями переехал в Портленд. Начал занятия борьбой в детстве у того же тренера, что тренировал Роба Рида. 
На Летних Олимпийских играх 1924 года в Париже боролся в весовой категории до 61 килограммов (лёгкий вес). Турнир в вольной борьбе проводился по системе с выбыванием из борьбы за чемпионский титул после поражения, с дальнейшими схватками за второе и третье места. Схватка продолжалась 20 минут и если победитель не выявлялся в это время, назначался дополнительный 6-минутный раунд борьбы в партере. В категории боролись 12 спортсменов. 
| Круг          | Соперник           | Страна    | Результат | Основание | Время схватки |
| ------------- | ------------------ | --------- | --------- | --------- | ------------- |
| 1             | Вальтер Монтгомери | Канада    | Победа    | Туше      | -             |
| Четвертьфинал | Эмиль Пувро        | Франция   | Победа    | Туше      | -             |
| Полуфинал     | Арво Хаависта      | Финляндия | Победа    | По очкам  | -             |
| Финал         | Волмар Викстрём    | Финляндия | Победа    | Туше      | -             |

По возвращении с Олимпиады стал четырёхкратным чемпионом США. 
В 1977 году стал членом национального Зала славы борьбы. 